# Titella

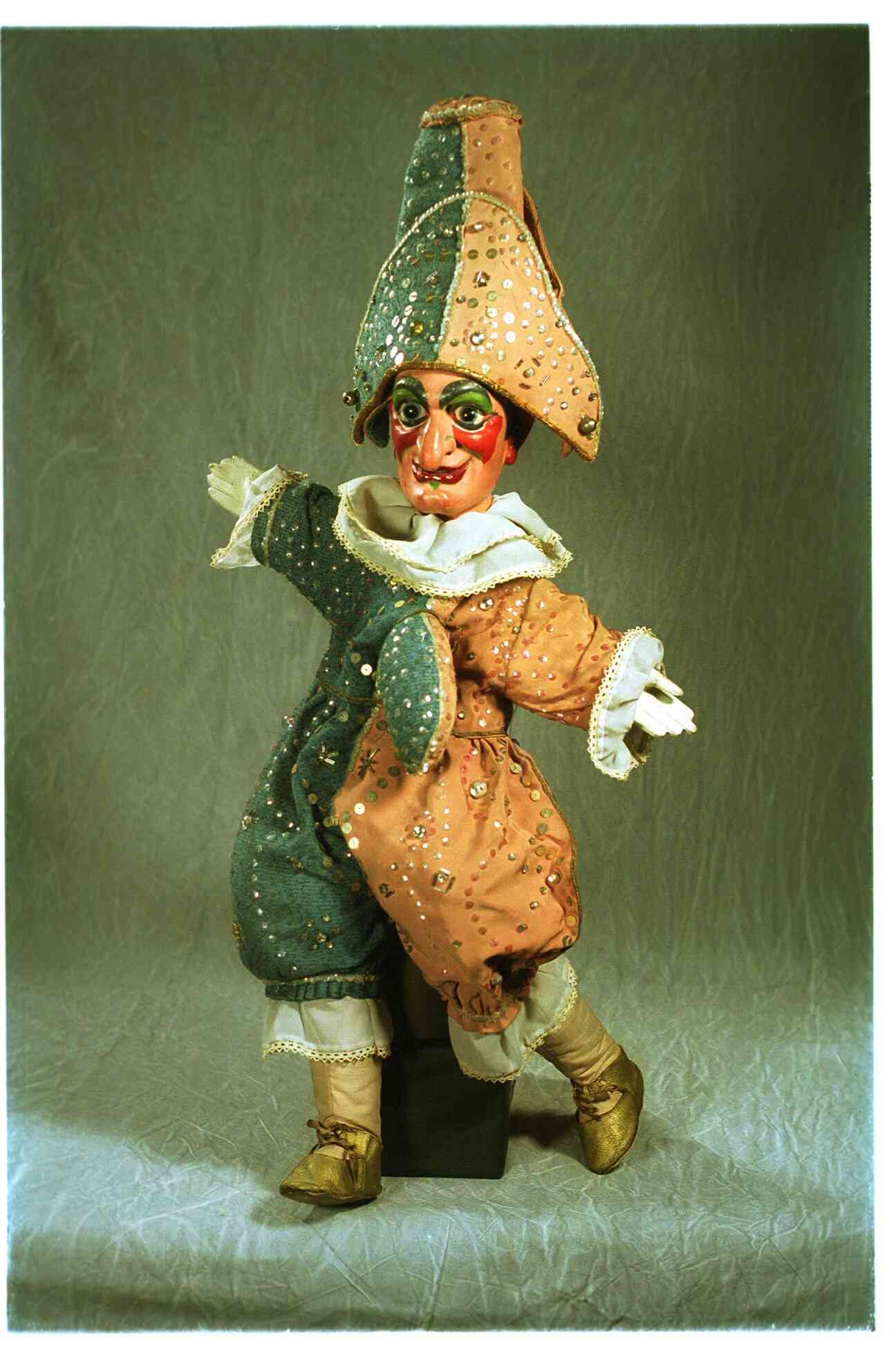
Putxinel·li de Didó (1880-1960), de la col·lecció del Centre de Documentació i Museu de les Arts Escèniques

Un titella (masculí), putxinel·li (masculí) o tereseta (a Mallorca; femení), també anomenat porrito al País Valencià, és una figura o ninot que es mou de manera que sembla que el seu moviment és autònom. Acostumen a mostrar-se en uns teatrets especials, anomenats castellets. El seu moviment s'efectua amb l'ajuda de molles, cordes, guants, filferros, fils, pals, tiges i altres estris adaptats a cada tipus de titella.
La paraula titella és onomatopeica, segons creuen els lingüistes, pel tuit-tuit que fan els titellaires mentre mouen els ninots, en parlar a través d'una "llengüeta" que es col·loquen al paladar i que distorsiona la veu.
Relacionat amb el món dels titelles trobem el teatre d'ombres, en què les figures, vistes a través d'una pantalla i il·luminades per darrere, són mogudes amb tiges.
A l'antic Egipte s'utilitzaven figures que podien moure diverses parts del cos amb finalitat religiosa.

## Tipus de titelles
- Titella de guant o putxinel·li. Com el seu nom indica, està format per un guant en què, en la seva versió catalana, el polze i el menovell del manipulador introduïts en les respectives didales fan moure els braços, i els tres dits centrals accionen el tors, el coll i el cap constituïts per un sol bloc. En altres tradicions, com el burattino italià, el guinyol lionès, etc., l'índex mou el cap i el polze fa anar un braç, mentre que l'altre es pot moure amb els altres tres dits o un de sol. En els titelles tradicionals xinesos, més petits que els occidentals, el menovell s'ocupa del braç dret, mentre que el mitger i l'anular donen expressivitat al vestit. El nom putxinel·li deriva del personatge napolità Pulcinella, de la Commedia dell'Arte.

- Titella de fil o marioneta. És accionat des de dalt des d'una creu o control, on pengen els fils que l'uneixen al ninot i que en dirigeixen el moviment. La paraula marioneta, -segons algunes versions- d'origen francès, ha estat interpretada de diverses maneres, com per exemple els que diuen que una marionette era un clergue que, en les representacions religioses on apareixia la Mare de Déu, aportava la seva veu fent-la aguda perquè semblés femenina, per això aquests titelles parlarien sempre amb veu aguda, virolada i falsa. Segons altres, Marionette era el nom de la dama protagonista d'aquest espectacle de titelles, que en la versió catalana és anomenada Marieta.

- Titella de tija. Manipulat des de dalt, un dels braços es fa moure amb una tija. Són d'aquesta mena, entre d'altres, els pupi armati ('ninots armats') sicilians i els titelles de Lieja, inspirats en aquells.

- Titella portat. De mida gairebé humana, el titellaire el porta damunt les espatlles i l'acciona per mitjà de tiges.

- Tirisiti. Es mou des de sota l'escenari, tot desplaçant-se per un entramat de guies. Té una llarga tradició a Alcoi, on és protagonista del Betlem de Tirisiti, un dels retaules sacres amb titelles més antics que es conserven. El nom és anàleg al de les teresetes mallorquines.

- Bunraku (en japonès 文楽). Anomenada antigament ningyō jōruri (人形浄瑠璃), el bunraku és una tècnica japonesa mil·lenària en què els manipuladors, vestits de negre davant un escenari també de color negre, accionen els ninots a la vista del públic.

- Hi ha molts altres tipus de titelles, alguns dels quals sense ninots fets expressament per a tal efecte, com per exemple els titelles de dit, que investiguen les possibilitats expressives dels dits de les mans i dels peus, o els titelles objectuals, en què la manipulació a l'escenari d'objectes quotidians com ara botes, culleres, pots, etc., eixampla les possibilitats expressives i produeix efectes sorprenents.

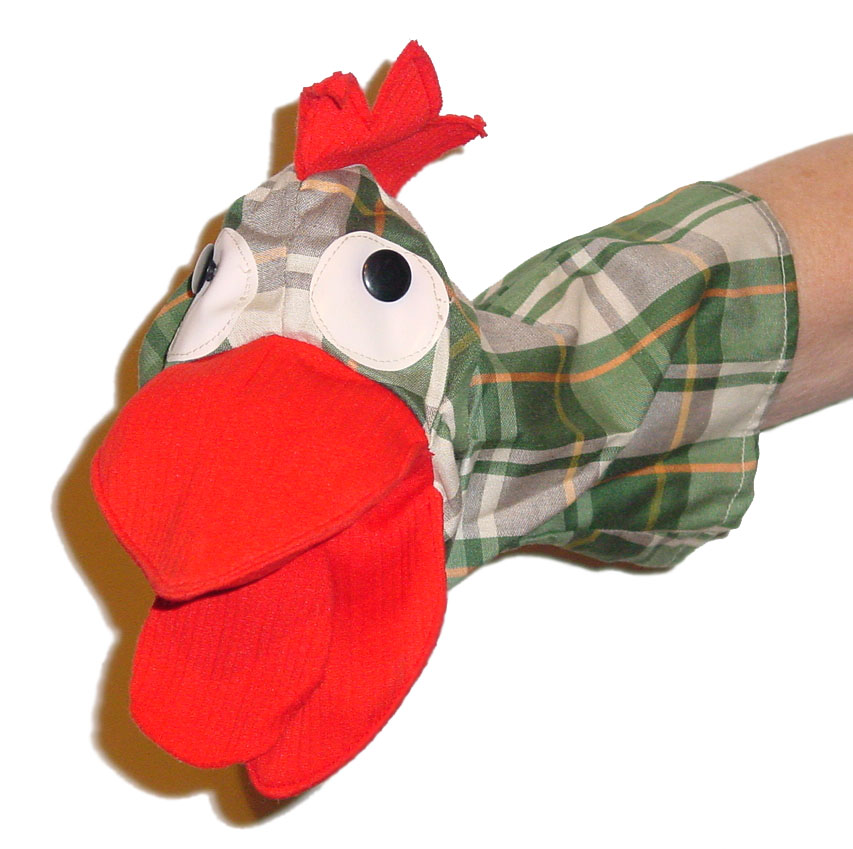
Titella modern de guant, o putxinel·li
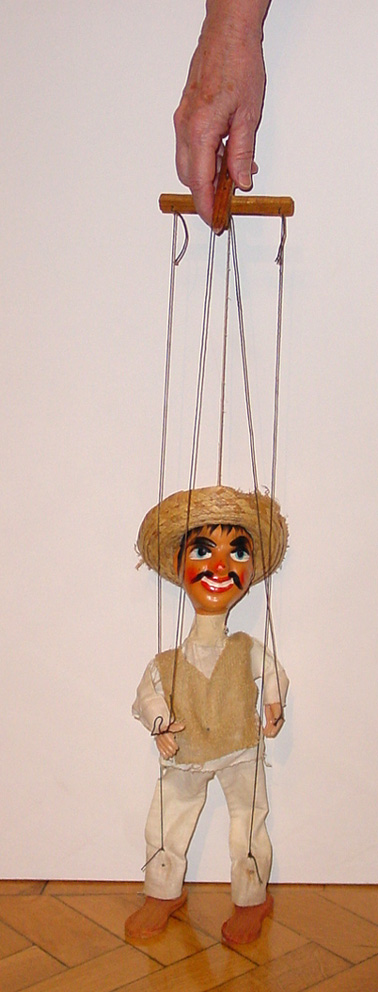
Titella de fil, o marioneta
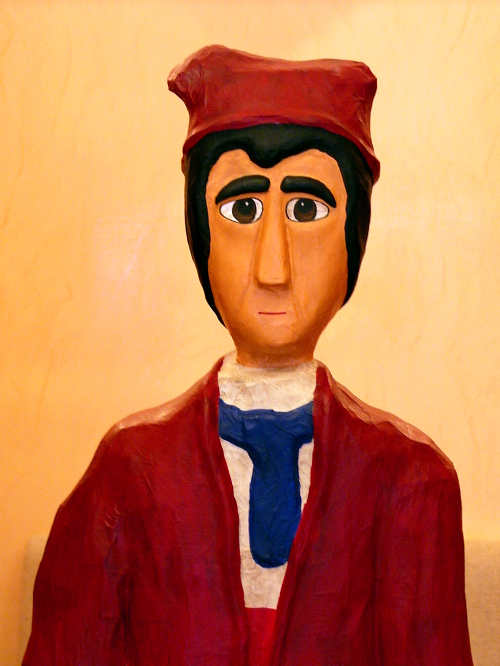
Tirisiti
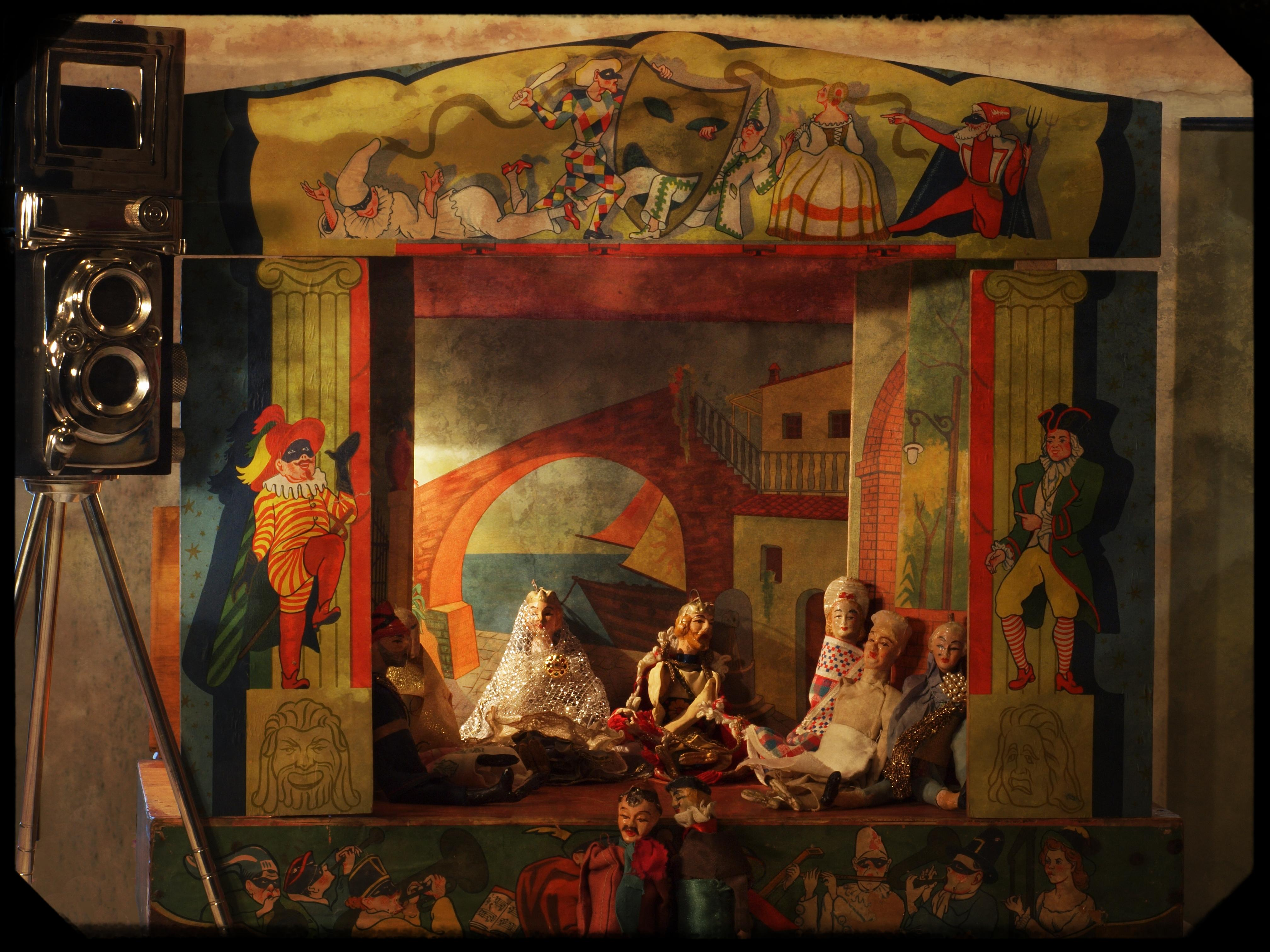
Titelles de fil, Itàlia, 1959

## Història
La història dels titelles o de les representacions de titelles als Països Catalans es troba documentada ja al segle xiii en una història que s'estén fins avui dia. Al segle xix, a Catalunya, és un art que es revifa i que s'adapta a les diverses necessitats expressives o artístiques de cada moment.

### Titelles a l'Índia
A l'Índia, l'art tradicional del titella va tenir el seu moment més brillant entre els segles xii i xiii. Representava una part bastant important del teatre popular del país, tanmateix -per qüestions polítiques- sorgiren problemes econòmics i, amb ells, una necessitat de lluitar per poder sobreviure. Els titellaires depenien del favor dels seus governants i, en trobar-se sense feina, van haver d'esforçar-se per ser més apreciats i recompensats. D'aquesta manera, les generacions més joves van veure's obligades a emigrar cap a les ciutats, amb l'esperança de poder guanyar-s'hi la vida.
Amb l'arribada del cinema, el teatre popular va anar desapareixent de les grans ciutats i pobles, i quedà relegat als pobles més llunyans i de difícil comunicació. En general, ja només se'n podia veure a les festivitats i en ocasions especials.
Els titellaires del nord i del centre de l'Índia van patir molt durant els regnats musulmans i mogols. Al sud, on no hi van entrar els invasors, l'art del titella es pogué conservar.
A l'Índia, el titella de guant, el manipulaven -principalment- els captaires. Generalment, el captaire acostuma a cantar mentre manipula els titelles i els fa parlar amb agilitat. A més, cal destacar que aquests titellaires són difícils de trobar en l'actualitat.
Un altre aspecte rellevant dels titelles de l'Índia és el fet que, igual que gairebé totes les arts populars antigues, són considerats un do de Déu, i -com a tal- són reverenciats.

### Titelles al Japó
Bunraku és el nom que -actualment- se sol utilitzar per a anomenar el teatre japonès de ninots. Constitueix l'abreviació del nom d'Uemura Bunrakken, el qual -quan el teatre de ninots caigué en un període de penosa decadència- fundà a Osaka, el 1805, una companyia i un teatre, el Bunraku-za.
Chikamatsu Monzaemon fou l'autor més important de la dramatúrgia japonesa i va escriure la major part de la seva obra per al teatre de ninots.
Al Japó s'ha especulat molt sobre l'origen de l'art dels ninots. Molts investigadors i especialistes han intentat buscar qualsevol classe de documents i, de les poques dades obtingudes, amb prou feines s'ha pogut deduir alguna conclusió convincent.
A finals del segle xviii, el Bunraku entrà en un període de decadència i els seus autors decideixen dedicar-se al kabuki. Durant l'època Meiji, l'art dels ninots assolí una nova popularitat.

### Titelles a Sicília
L'Opera dei pupi és el teatre tradicional sicilià de marionetes. Els pupi es diferencien de les altres marionetes pels arguments, la mecànica, l'estil figuratiu, l'organització escènica i la declamació.
A Sicília hi ha dues tradicions diferents de l'obra dels pupi: la palermitana, estesa a la Sicília occidental, i la catanesa, estesa a l'oriental.
Tant els titelles palermitants com els catanesos tenen característiques mecàniques semblants, però es diferencien en certs aspectes. Tots dos van accionats per dues fortes tiges, una al cap i l'altra a la mà dreta, i per un fil auxiliar -com a mínim un, per a poder moure el braç esquerre-. La seva estructura, sempre de fusta, està construïda per un esquelet i el cap. El primer d'aquests forma un bust en el qual hi van articulades les cames (dotades d'un moviment pendular) i els braços, que poden moure's en totes directions.

## Fons

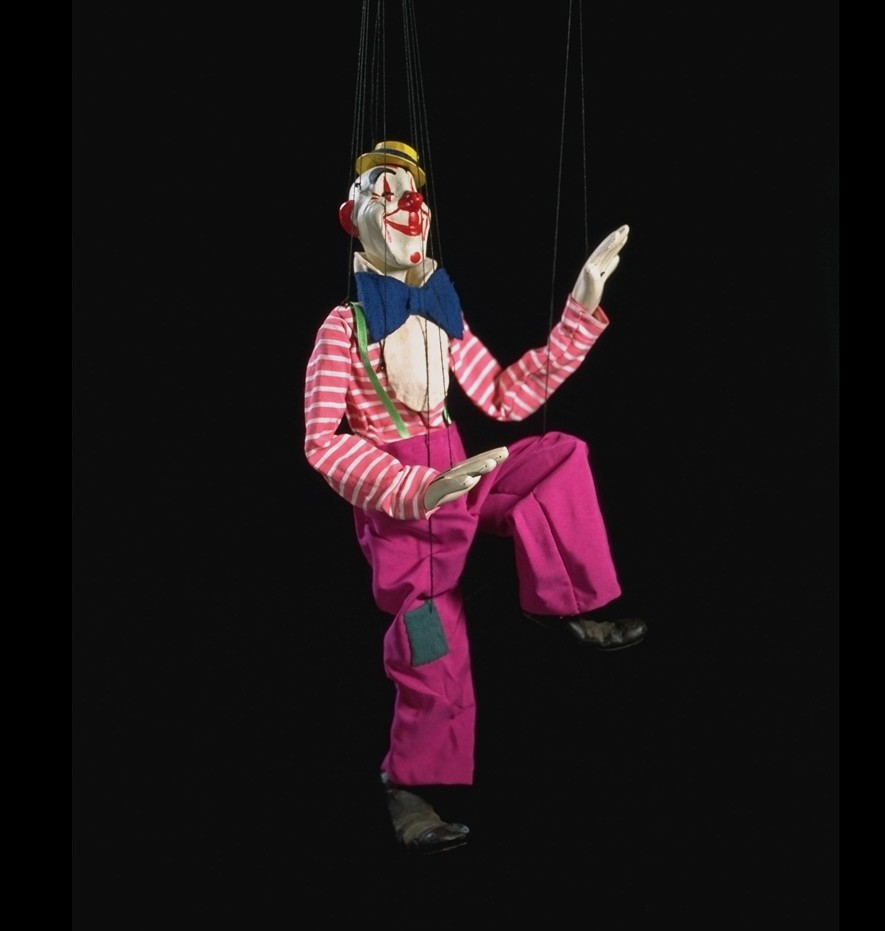
Marioneta de pallasso, de nom Pompilio, de 1937, del fons Tozer del Centre de Documentació i Museu de les Arts Escèniques

El Centre de Documentació i Museu de les Arts Escèniques té un fons important de titelles amb més de 300 peces de l'art titellaire, de les quals prop d'un centenar corresponen al llegat del marionetista anglès Harry Tozer, que a mitjans del segle passat, i més tard des de l'Institut del Teatre, va fer renéixer i evolucionar la tradició dels titelles de fil a Catalunya. El fons permet un apropament a l'evolució del titella català, ben il·lustrada per les col·leccions de les famílies Vergés i Anglès.